# Anginon verticillatum
Anginon verticillatum är en flockblommig växtart som först beskrevs av Otto Wilhelm Sonder, och fick sitt nu gällande namn av Brian Laurence Burtt. Anginon verticillatum ingår i släktet Anginon och familjen flockblommiga växter. Inga underarter finns listade i Catalogue of Life.